# 中津駅 (大分県)
中津駅（なかつえき）は、大分県中津市大字島田にある、九州旅客鉄道（JR九州）日豊本線の駅である。大分県最北端の駅。事務管コードは▲920507。
北九州都市圏に属する中津市の代表駅で、D&S列車「36ぷらす3」以外の全ての営業列車が停車する。（「36ぷらす3」もおもてなしのために停車はするが、当駅での乗降はできない）

## 歴史
- 1897年（明治30年）9月25日：初代豊州鉄道の行橋駅 - 柳ケ浦駅間の開通に伴い、開設[2]。
- 1901年（明治34年）9月3日：豊州鉄道を初代九州鉄道が買収[4]。
- 1907年（明治40年）7月1日：九州鉄道が国有化、帝国鉄道庁が所管[5]。
- 1913年（大正2年）12月26日：耶馬渓鉄道（後の大分交通耶馬渓線）中津 - 樋田駅（後の「洞門駅」）間開通[6]。
- 1949年（昭和24年）6月9日：昭和天皇の戦後巡幸があり、別府駅発 - 中津駅着のお召し列車が運行[7]。
- 1971年（昭和46年）9月：駅高架化工事着工[8]。
- 1972年（昭和47年）11月1日：貨物の取り扱いを廃止[9]。
- 1975年（昭和50年）
  - 4月17日：上り線高架化[10]。
  - 10月1日：大分交通耶馬渓線全線廃止[11]。
- 1977年（昭和52年）6月1日：駅高架化工事完成により現3代目駅本屋完工[2][8]。総工費54億5000万円[8]。
- 1978年（昭和53年）10月29日：中津駅名店街が開業[12][13]。
- 1986年（昭和61年）11月1日：新聞紙を除く荷物の扱い廃止[9]。
- 1987年（昭和62年）4月1日：国鉄分割民営化により九州旅客鉄道が継承[14]。
- 1994年（平成6年）
  - 6月10日：駅構内にJR九州直営コンビニエンスストア生活列車が開店する[15]。
  - 同年：ホームに「日本一長いハモの椅子」を設置[16]。
- 2008年（平成20年）
  - 9月10日：斜行エレベーターの利用を開始[17]。
  - 12月18日：中津駅名店街が改装[13][18]。コンコース寄りに集約[18]。
- 2009年（平成21年）
  - 2月4日：始発列車より自動改札機の利用を開始[19]。
  - 3月1日：ICカードSUGOCAの当駅以北での利用を開始[19]。
- 2012年（平成24年）12月1日：ICカードSUGOCAの大分方面での利用を開始[20]。

## 駅構造
島式ホーム2面4線を有する高架駅である。各ホームには小倉方に斜行エレベーターが、大分方にエスカレーター（上りのみ）が設置されている。いずれも踊り場部分へつながっていて、改札階へは乗り継ぎが必要になる。
駅長配置のある直営駅で、みどりの窓口が設置されている。1階に改札口、みどりの窓口、中津駅名店街（中津市土産品販売組合）などがある。かつてはキヨスクもあったが閉鎖され、跡地にはグランドピアノが設置されている。
ICカードSUGOCAは、2009年（平成21年）3月1日に導入された福岡地区に導入された当初から大分県内では唯一利用可能となった。
大分県内の自動改札機設置は、大分駅に次いで2番目であった。
2022年3月12日のダイヤ改正でみどりの窓口営業時間が19:00までとなり、代替措置として指定券券売機が設置された。

### のりば
| のりば | 路線      | 方向 | 行先           | 備考         |
| ------ | --------- | ---- | -------------- | ------------ |
| 1・4   | ■日豊本線 | 下り | 大分・宮崎方面 | 主に普通列車 |
| 1・4   | ■日豊本線 | 上り | 小倉・博多方面 | 主に普通列車 |
| 2      | ■日豊本線 | 下り | 大分・宮崎方面 | 主に特急列車 |
| 3      | ■日豊本線 | 上り | 小倉・博多方面 | 主に特急列車 |

付記事項
- 2009年（平成21年）3月のダイヤ改正より、日中の下り普通列車の大半が当駅折り返しとなったが、中津 - 柳ヶ浦間のワンマン運転開始により、上り普通ワンマン列車の大半が当駅まで延長されたため、当駅から大分方面へ向かう場合は、柳ヶ浦での乗り換えの必要がほぼなくなった[要出典]。
- 特急列車は本線である2番のりば、3番のりばに停車するが、6時47分に当駅を発車するにちりん101号大分行きは1番のりばから発車していた。博多からの最終のソニック201号は1番乗り場に停車し、そのまま翌朝のソニック202号で博多に戻る。大分からの最終のソニック102号は4番乗り場に到着し、そのまま翌朝のソニック101号で大分に戻る。
- ホームには「日本一長いハモの椅子」と書かれた長さ10 mのベンチ[1]がある[16]。このベンチは台風の倒木を利用したものである[16]。ハモ料理で有名な中津市をアピールするため、1994年に設置された[21]。
- 北口駅前に福澤諭吉の銅像があり[1]、2024年3月には駅北口の壁面に一万円紙幣を模したモザイクタイルアートが設置された[22][23]。

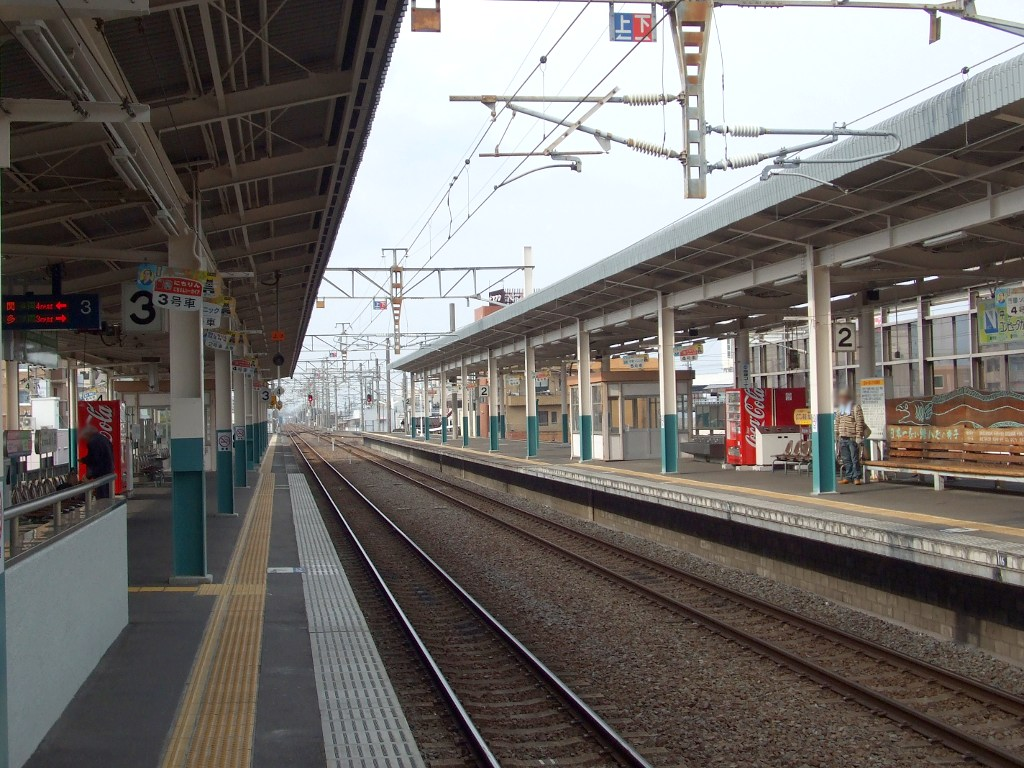
ホーム（2009年1月）
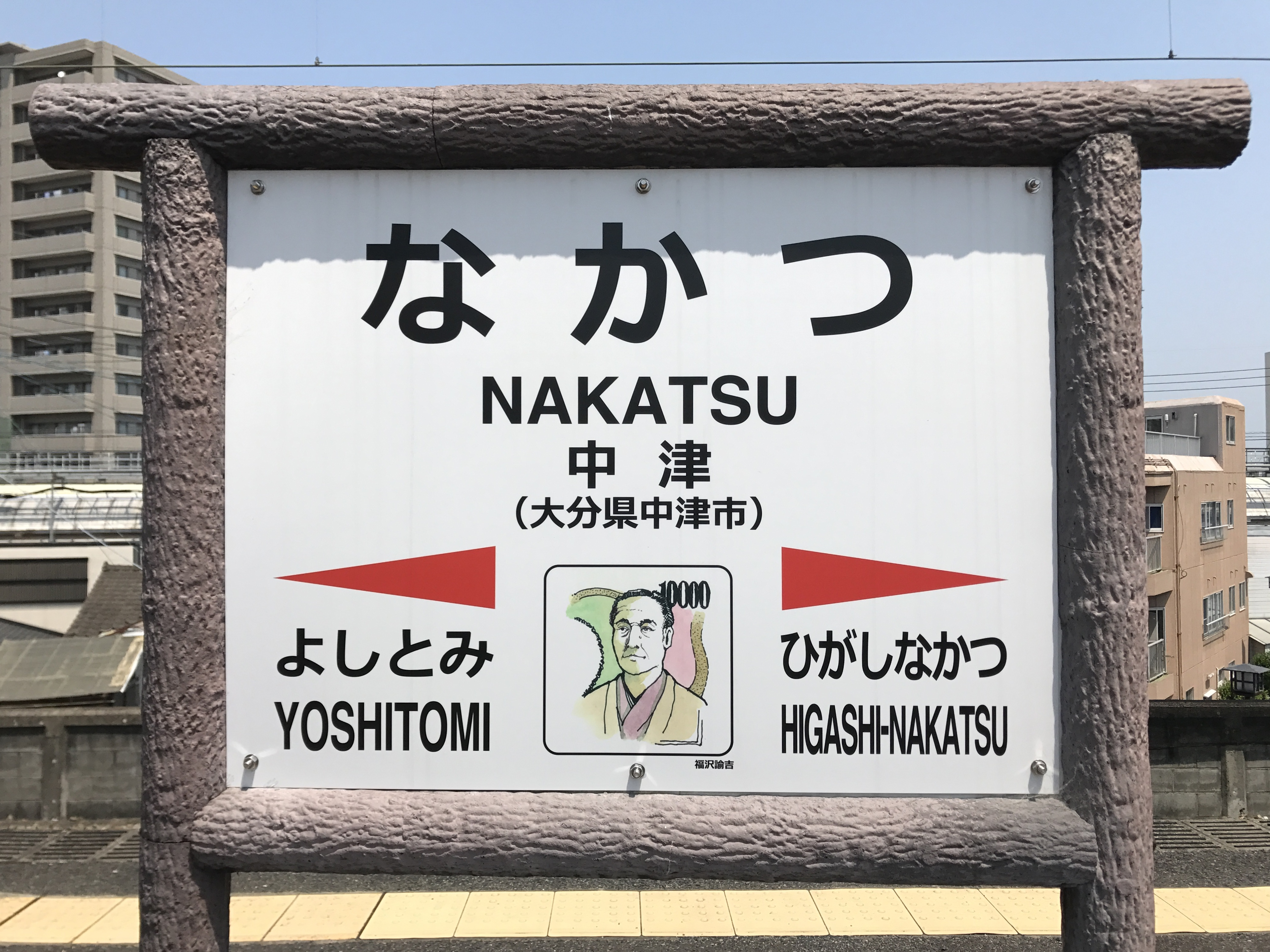
駅名標。イラストは一万円紙幣に描かれる福澤諭吉[注釈 1]
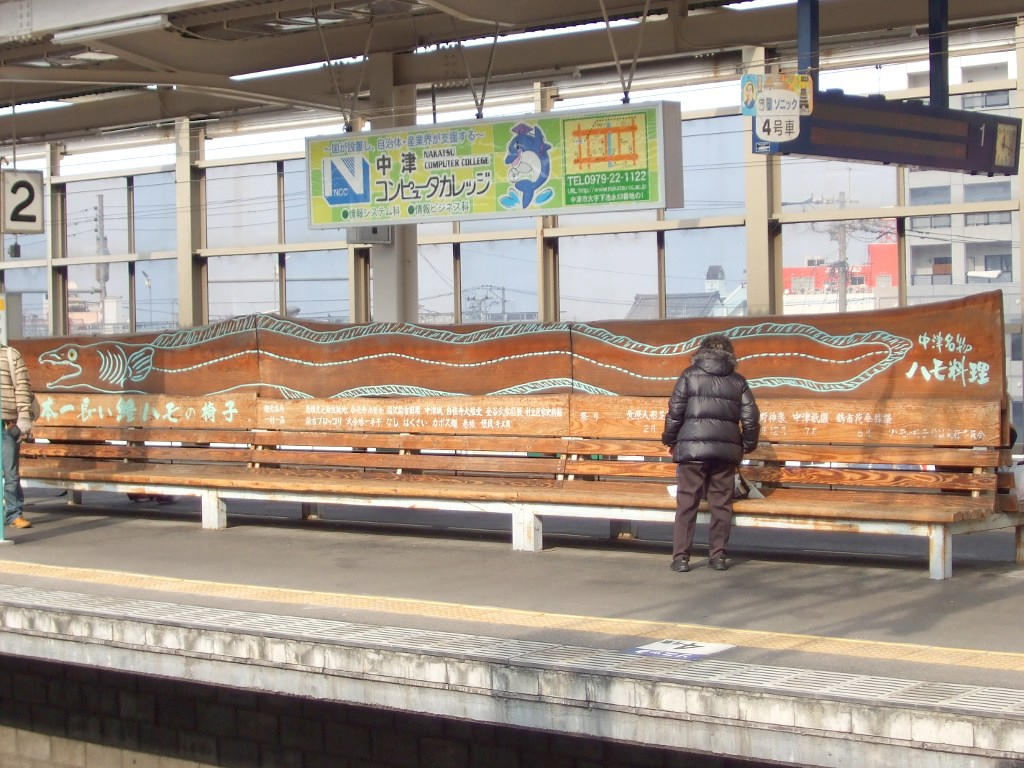
日本一長いハモの椅子

## 利用状況
1965年（昭和40年）度には乗車人員が1,870,954人（定期外:546,367人、定期:1,324,587人）、降車人員が1,875,863人で、手荷物（発送:11,470個、到着:7,780個）や小荷物（発送:51,099個、到着:87,390個）も取り扱っていた。
2015年（平成27年）度の乗車人員は1,153,742人（定期外:564,903人、定期:588,839人）、降車人員は1,159,180人である。
※1日平均乗車人員の数値は各年度版「大分県統計年鑑」による年間乗車人員の値を各年度の日数で割った値。
| 年度               | 年間 乗車人員 | 定期外 乗車人員 | 定期 乗車人員 | 1日平均 乗車人員* | 年間 降車人員 | 出典              |
| ------------------ | ------------- | --------------- | ------------- | ----------------- | ------------- | ----------------- |
| 1965年（昭和40年） | 1,870,954     | 546,367         | 1,324,587     | -                 | 1,875,863     | [ 25 ]            |
| -                  | -             | -               | -             | -                 | -             | -                 |
| 1990年（平成02年） | 1,598,412     | 851,156         | 747,256       | -                 | 1,580,270     | [ 27 ]            |
| 1991年（平成03年） | 1,624,390     | 872,932         | 751,458       | -                 | 1,650,031     | [ 28 ]            |
| 1992年（平成04年） | 1,587,981     | 865,284         | 722,697       | -                 | 1,610,941     | [ 29 ]            |
| 1993年（平成05年） | 1,570,837     | 839,328         | 731,509       | -                 | 1,599,740     | [ 30 ]            |
| 1994年（平成06年） | 1,546,362     | 814,476         | 731,886       | -                 | 1,576,500     | [ 31 ]            |
| 1995年（平成07年） | 1,515,949     | 799,072         | 716,877       | -                 | 1,550,365     | [ 32 ]            |
| 1996年（平成08年） | 1,437,012     | 762,659         | 674,353       | -                 | 1,463,599     | [ 33 ]            |
| 1997年（平成09年） | 1,362,951     | 720,711         | 642,240       | -                 | 1,388,013     | [ 34 ]            |
| 1998年（平成10年） | 1,371,088     | 705,671         | 665,417       | -                 | 1,399,731     | [ 35 ]            |
| 1999年（平成11年） | 1,321,171     | 674,975         | 646,196       | -                 | 1,353,641     | [ 36 ]            |
| 2000年（平成12年） | 1,294,839     | 671,170         | 623,669       | 3,548             | 1,317,961     | [ 37 ]            |
| 2001年（平成13年） | 1,246,489     | 647,268         | 599,221       | 3,415             | 1,272,207     | [ 38 ]            |
| 2002年（平成14年） | 1,197,685     | 620,436         | 577,249       | 3,281             | 1,221,400     | [ 39 ]            |
| 2003年（平成15年） | 1,196,304     | 613,847         | 582,457       | 3,278             | 1,218,050     | [ 40 ]            |
| 2004年（平成16年） | 1,214,531     | 625,303         | 589,228       | 3,327             | 1,232,727     | [ 41 ]            |
| 2005年（平成17年） | 1,215,633     | 634,158         | 581,475       | 3,331             | 1,231,312     | [ 42 ]            |
| 2006年（平成18年） | 1,210,523     | 616,150         | 594,373       | 3,317             | 1,228,363     | [ 43 ]            |
| 2007年（平成19年） | 1,199,782     | 611,319         | 588,463       | 3,278             | 1,215,129     | [ 44 ]            |
| 2008年（平成20年） | 1,186,676     | 600,338         | 586,338       | 3,251             | 1,201,039     | [ 45 ]            |
| 2009年（平成21年） | 1,122,040     | 548,035         | 574,005       | 3,074             | 1,135,723     | [ 46 ] [ 注釈 2 ] |
| 2010年（平成22年） | 1,139,421     | 556,030         | 583,391       | 3,122             | 1,143,585     | [ 48 ] [ 注釈 2 ] |
| 2011年（平成23年） | 1,158,085     | 568,597         | 589,488       | 3,164             | 1,160,263     | [ 49 ] [ 注釈 2 ] |
| 2012年（平成24年） | 1,146,515     | 570,992         | 575,523       | 3,141             | 115,613       | [ 50 ] [ 注釈 2 ] |
| 2013年（平成25年） | 1,162,393     | 573,195         | 589,198       | 3,185             | 1,165,452     | [ 51 ] [ 注釈 2 ] |
| 2014年（平成26年） | 1,155,140     | 567,951         | 587,189       | 3,165             | 1,162,631     | [ 52 ] [ 注釈 2 ] |
| 2015年（平成27年） | 1,153,742     | 564,903         | 588,839       | 3,152             | 1,159,180     | [ 26 ] [ 注釈 2 ] |
| 2016年（平成28年） | -             | -               | -             | 3,117             | -             | [ 53 ]            |
| 2017年（平成29年） | -             | -               | -             | 3,108             | -             | [ 54 ]            |
| 2018年（平成30年） | -             | -               | -             | 3,029             | -             | [ 55 ]            |
| 2019年（令和元年） | -             | -               | -             | 2,960             | -             | [ 56 ]            |
| 2020年（令和02年） | -             | -               | -             | 2,083             | -             | [ 57 ]            |
| 2021年（令和03年） | -             | -               | -             | 2,114             | -             | [ 58 ]            |
| 2022年（令和04年） | -             | -               | -             | 2,412             | -             | [ 59 ]            |
| 2023年（令和05年） | -             | -               | -             | 2,556             | -             | [ 60 ]            |

## 駅周辺
1972年（昭和47年）に南口側にあったカネボウの工場が閉鎖されて跡地の再開発が行われると共に、1977年（昭和52年）6月に駅高架化が完成し、大分交通のバスターミナルも移転も行われ、南口側が表口となった。
その南口側の大分交通の中津大交ビルに、1977年（昭和52年）1月に丸吉百貨店が開店し、翌年10月には中津駅名店街が開業したが、2020年現在は中津市土産品販売組合しか営業していない。さらに、銀行などの金融機関の支店やホテルなども南口に立地するようになり、これらの一連の再開発は中津市の都市構造を変化させた。
- 中津市役所[1]
- 中津文化会館
- サンリブ中津店
- 中津郵便局
- ゆめタウン中津 - 1998年（平成10年）5月29日開業[63]
- グランプラザ中津ホテル
- 中津サンライズホテル
- ホテルルートイン中津駅前
- 東横INN中津駅前
- スーパーホテル中津駅前
- 大分銀行中津支店 - 1980年（昭和55年）7月14日に新設（旧中津支店は福沢通支店と改称）[64]。
- ホームセンターグッデイ 中津店

### 路線バス・ジャンボタクシー
- 中津駅前バス停留所[65]
  - 中津市コミュニティバス（豊前・中津線、三保線）
  - 大交北部バス（四日市・安心院・大分空港方面、中津市内、野路方面、耶馬溪・豊後森・日田方面、少年院、鍋島、八面山、山口方面）
  - 京都駅行きSORIN号は南口にあるサンライズホテル前にある同名のバス停に停車する。（かつては名古屋行きのぶんご号も当停留所に停車いていた）
  - 築上東部乗合タクシーは、北口前の中津市営駐車場内にある専用停留所に発着する。

### 観光名所
- 福澤諭吉旧居
- 中津城
- 薦神社
- 中津市歴史民俗資料館
- 合元寺 - 中津城で暗殺された城井鎮房の家臣200名が討ち取られた場所。その祟りと言われる赤壁伝説が残る[66]。

### 大学・高等学校
- 東九州短期大学
- 東九州龍谷高等学校
- 大分県立中津東高等学校
- 大分県立中津南高等学校
- 大分県立中津北高等学校

### 周辺道路
- 国道10号（中津バイパス・豊前バイパス）
- 国道212号
- 国道213号
- 東九州自動車道：(7-1) 上毛PA/SIC

## 隣の駅
九州旅客鉄道（JR九州）
■日豊本線
- 特急「ソニック」「にちりん」「にちりんシーガイア」停車駅

■快速（上りのみ運転、当駅までは各駅に停車） 
宇島駅 ← 中津駅 ← 東中津駅
■普通
吉富駅 - 中津駅 - 東中津駅